# Котелиа
Котелиа (груз. კოთელია) — село в Грузии, на территории Ахалкалакского муниципалитета края (мхаре) Самцхе-Джавахети.

## География
Село находится в южной части Грузии, на шоссе Бакуриани — Ахалкалаки, на расстоянии приблизительно 12 километров (по прямой) к северу от города Ахалкалаки, административного центра муниципалитета. Абсолютная высота — 1707 метров над уровнем моря.

## Население
По результатам официальной переписи населения 2014 года, в Котелии проживал 441 человек (241 мужчина и 200 женщин). В национальной структуре населения грузины составляли 97,1 %, армяне — 2,9 %.
| Год  | Население, человек |
| ---- | ------------------ |
| 2002 | 490                |
| 2014 | ↘ 441              |